# سیستم داده اخترفیزیک

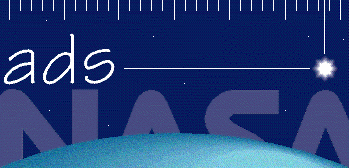
لوگوی ADS

سیستم داده اخترفیزیک (به انگلیسی: Astrophysics Data System) (به طور خلاصه ADS) یک پایگاه داده آنلاین بسیار بزرگ شامل بیش از هشت میلیون مقاله نجوم و فیزیک از هر دو نوع منابع داوری همتا و غیر داوری همتا است که توسط سازمان ملی هوانوردی و فضایی آمریکا (ناسا) گسترش یافته است. دسترسی به خلاصهُ تقریباً تمامی مقالات به صورت رایگان و آنلاین وجود دارد. مقالات کامل در قالب مبادلهٔ گرافیک (GIF) و برای مقالات قدیمی‌تر در قالب سند قابل حمل (PDF) در دسترسند.